# マリア・キリレンコ
マリア・キリレンコ（Maria Kirilenko, ロシア語: Мари́я Ю́рьевна Кириле́нко, 1987年1月25日 - ）は、ロシア・モスクワ出身の女子プロテニス選手。2012年のロンドン五輪女子ダブルスで、ナディア・ペトロワとペアを組んで銅メダルを獲得した選手である。自己最高ランキングはシングルス10位、ダブルス5位。WTAツアーでシングルス6勝、ダブルス12勝を挙げた。

## 来歴
7歳からテニスを始め、2001年にプロ転向。2002年の全米オープン女子ジュニア部門で優勝し、2003年から女子ツアー大会を回り始めた。2003年の全米オープンで4大大会本戦にデビューする。予選3試合を勝ち上がったキリレンコは、いきなり本戦3回戦で第5シードのアメリ・モレスモに挑戦した。2004年全豪オープンでは予選で敗退したが、続く全仏オープンから本戦に直接出場できるようになった。
2005年9月に「チャイナ・オープン」でツアー初優勝を果たしたキリレンコは、10月のジャパン・オープンでもニコル・バイディソバとの準決勝まで勝ち進んだ。日本のトーナメントでは、2006年の東レ パン・パシフィック・オープン・テニストーナメントの女子ダブルスでアナ・イバノビッチ（セルビア）と組んだ準決勝進出もある。
2007年3月初頭のカタール・ドーハ大会で、キリレンコはマルチナ・ヒンギスとペアを組んで優勝した。キリレンコにとっては女子ツアー大会でのダブルス3勝目であり、ヒンギスにとっては2006年に現役復帰してからのダブルス初優勝であった。半年後の9月、インド・コルカタ大会でシングルス2勝目を達成。

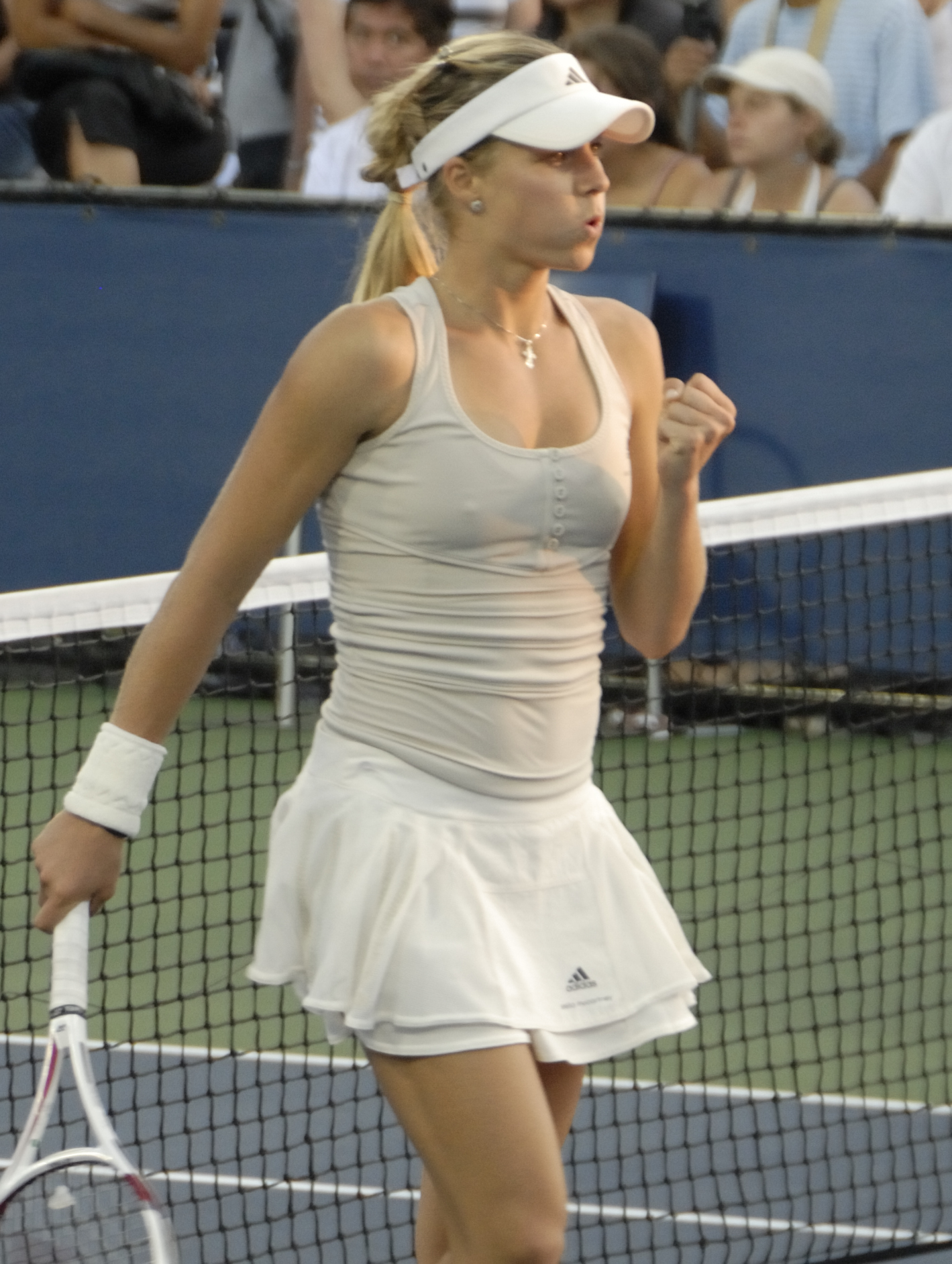
2008年全米オープンにて

キリレンコはこれまで、4大大会女子シングルスでは3回戦止まりの成績だったが、2008年全豪オープンの3回戦で第6シードのアンナ・チャクベタゼ（同じロシアの選手、年齢もキリレンコと同じ）に 6-7, 6-1, 6-2 で勝ち、初めての4回戦に勝ち進んだ。4回戦では第9シードのダニエラ・ハンチュコバに 6-1, 4-6, 4-6 の逆転で敗れ、ベスト8入りを逃した。
2010年の全豪オープンでは1回戦でマリア・シャラポワに 7-6, 3-6, 6-4 で勝利、4回戦のディナラ・サフィナの途中棄権により、キリレンコは4大大会初のベスト8に進出した。準々決勝では鄭潔に 1-6, 3-6 で敗れている。
2011年の全豪オープンでキリレンコはビクトリア・アザレンカと組んだ女子ダブルスで初の決勝に進出した。決勝で第1シードのヒセラ・ドゥルコ&フラビア・ペンネッタ組に 6-2, 5-7, 1-6 で逆転負けをして4大大会初優勝を逃した。2012年の全仏オープンでナディア・ペトロワと組み2度目の4大大会ダブルス決勝に進出したが、サラ・エラニ&ロベルタ・ビンチ組に 6-4, 4-6, 2-6 で敗れ準優勝となった。
2012年ウィンブルドン選手権では2010年全豪オープン以来となる4大大会ベスト8に進出した。準々決勝でアグニエシュカ・ラドワンスカに 5-7, 6-4, 5-7 で敗れている。7月のロンドン五輪でオリンピックに初出場し、シングルスとダブルスの双方でベスト4に進出した。シングルスでは準決勝で同じロシアのマリア・シャラポワに 2-6, 3-6 で敗れ、準決勝敗退選手2名による「銅メダル決定戦」でもベラルーシのビクトリア・アザレンカに 3-6, 4-6 で敗れた。ナディア・ペトロワと組んだダブルスでは準決勝でセリーナ・ウィリアムズ&ビーナス・ウィリアムズ組に 5–7, 4–6 で敗れたが準決勝敗退選手2組による「銅メダル決定戦」でアメリカのリサ・レイモンド&リーゼル・フーバー組に 4-6, 6-4, 6-1 で勝利し銅メダルを獲得した。最終戦WTAツアー選手権でもペトロワとのダブルスの決勝でアンドレア・フラバーチコバ&ルーシー・ハラデツカ組を 6-1, 6–4 で破って優勝した。
2013年2月のPTTパタヤ・オープン決勝でザビーネ・リシキを 5–7, 6–1, 7–6(1) で破り4年5ヶ月ぶりのシングルスツアー6勝目を挙げた。全仏オープンでは4回戦でベサニー・マテック＝サンズを 7-5, 6-4 で破り全仏では初めてベスト8に進出した。準々決勝ではビクトリア・アザレンカに 6-7(3), 2-6 で敗れた。大会後のランキングで10位になり初めてトップ10入りを果たした。
キリレンコは2012年12月にアイスホッケー選手のアレクサンドル・オベチキンと婚約した。しかし2014年7月に婚約解消を発表した。
キリレンコは2014年9月のチャイナ・オープン1回戦でツベタナ・ピロンコバに敗れた試合を最後に公式戦出場から遠ざかっている。2015年1月に一般人と結婚し、7月に第1子の長男を、2017年7月に長女を出産している。

## WTAツアー決勝進出結果

### シングルス: 12回 (6勝6敗)
| 大会グレード          | 大会グレード                 |
| 2008年以前            | 2009年以後                   |
| --------------------- | ---------------------------- |
| グランドスラム (0–0)  |                              |
| WTAファイナルズ (0–0) |                              |
| ティア I (0–0)        | プレミア・マンダトリー (0-0) |
| ティア I (0–0)        | プレミア5 (0-0)              |
| ティア II (1–0)       | プレミア (0–2)               |
| ティア III (1–0)      | インターナショナル (1-2)     |
| ティア IV ＆ V (3-2)  | インターナショナル (1-2)     |

| 結果   | No. | 決勝日         | 大会           | サーフェス        | 対戦相手                               | スコア           |
| ------ | --- | -------------- | -------------- | ----------------- | -------------------------------------- | ---------------- |
| 準優勝 | 1.  | 2004年2月22日  | ハイデラバード | ハード            | ニコル・プラット                       | 6–7(3), 1–6      |
| 優勝   | 1.  | 2005年9月5日   | 北京           | ハード            | アンナ＝レナ・グローネフェルト         | 6–3, 6–4         |
| 優勝   | 2.  | 2007年9月23日  | コルカタ       | カーペット (室内) | マリヤ・コリツェワ                     | 6–0, 6–2         |
| 準優勝 | 2.  | 2007年9月30日  | ソウル         | ハード            | ビーナス・ウィリアムズ                 | 3–6, 6–1, 4–6    |
| 優勝   | 3.  | 2008年4月20日  | エストリル     | クレー            | イベタ・ベネソバ                       | 6–4, 6–2         |
| 優勝   | 4.  | 2008年6月15日  | バルセロナ     | クレー            | マリア・ホセ・マルティネス・サンチェス | 6–0, 6–2         |
| 優勝   | 5.  | 2008年9月18日  | ソウル         | ハード            | サマンサ・ストーサー                   | 2–6, 6–1, 6–4    |
| 準優勝 | 3.  | 2009年4月19日  | バルセロナ     | クレー            | ロベルタ・ビンチ                       | 0–6, 4–6         |
| 準優勝 | 4.  | 2010年10月24日 | モスクワ       | ハード (室内)     | ビクトリア・アザレンカ                 | 3–6, 4–6         |
| 準優勝 | 5.  | 2012年2月12日  | パタヤ         | ハード            | ダニエラ・ハンチュコバ                 | 7–6(4), 3–6, 3–6 |
| 準優勝 | 6.  | 2012年8月25日  | ニューヘイブン | ハード            | ペトラ・クビトバ                       | 6–7(9), 5–7      |
| 優勝   | 6.  | 2013年2月3日   | パタヤ         | ハード            | ザビーネ・リシキ                       | 5–7, 6–1, 7–6(1) |

### ダブルス: 25回 (12勝13敗)
| 大会グレード          | 大会グレード                 |
| 2008年以前            | 2009年以後                   |
| --------------------- | ---------------------------- |
| グランドスラム (0–2)  |                              |
| WTAファイナルズ (1–0) |                              |
| ティア I (0–2)        | プレミア・マンダトリー (2-0) |
| ティア I (0–2)        | プレミア5 (1-2)              |
| ティア II (1–1)       | プレミア (3–2)               |
| ティア III (3–1)      | インターナショナル (0–2)     |
| ティア IV ＆ V (1–1)  | インターナショナル (0–2)     |

| 結果   | No. | 決勝日         | 大会               | サーフェス    | パートナー                   | 対戦相手                                        | スコア              |
| ------ | --- | -------------- | ------------------ | ------------- | ---------------------------- | ----------------------------------------------- | ------------------- |
| 優勝   | 1.  | 2004年6月13日  | バーミンガム       | 芝            | マリア・シャラポワ           | リサ・マクシア ミラグロス・セケラ               | 6–2, 6–1            |
| 準優勝 | 1.  | 2005年5月15日  | ローマ             | クレー        | アナベル・メディナ・ガリゲス | カーラ・ブラック リーゼル・フーバー             | 0-6, 6-4, 1-6       |
| 準優勝 | 2.  | 2005年8月27日  | ニューヘイブン     | ハード        | ヒセラ・ドゥルコ             | リサ・レイモンド サマンサ・ストーサー           | 2-6, 7-6, 1-6       |
| 優勝   | 2.  | 2005年10月9日  | 東京               | ハード        | ヒセラ・ドゥルコ             | 浅越しのぶ マリア・ベント＝カブチ               | 7–5, 4–6, 6–3       |
| 準優勝 | 3.  | 2006年6月24日  | スヘルトーヘンボス | 芝            | アナ・イバノビッチ           | 晏紫 鄭潔                                       | 6–3, 2–6, 2–6       |
| 優勝   | 3.  | 2007年3月3日   | ドーハ             | ハード        | マルチナ・ヒンギス           | アグネシュ・サバイ ブラディミラ・ウーリロバ     | 6–1, 6–1            |
| 優勝   | 4.  | 2008年4月19日  | エストリル         | クレー        | フラビア・ペンネッタ         | メルバナ・ユギッチ＝サルキッチ イペク・セノグル | 6–4, 6–4            |
| 準優勝 | 4.  | 2008年8月3日   | モントリオール     | ハード        | フラビア・ペンネッタ         | カーラ・ブラック リーゼル・フーバー             | 6–1, 6–1            |
| 優勝   | 5.  | 2008年8月18日  | シンシナティ       | ハード        | ナディア・ペトロワ           | 謝淑薇 ヤロスラワ・シュウェドワ                 | 6–3, 4–6, [10–8]    |
| 準優勝 | 5.  | 2008年9月28日  | ソウル             | ハード        | ベラ・ドゥシェビナ           | 荘佳容 謝淑薇                                   | 3–6, 0–6            |
| 準優勝 | 6.  | 2009年2月22日  | ドバイ             | ハード        | アグニエシュカ・ラドワンスカ | カーラ・ブラック リーゼル・フーバー             | 6–3, 6–3            |
| 準優勝 | 7.  | 2009年5月2日   | フェズ             | クレー        | ソラナ・チルステア           | アリサ・クレイバノワ エカテリーナ・マカロワ     | 3–6, 6–2, [8–10]    |
| 準優勝 | 8.  | 2009年8月9日   | ロサンゼルス       | ハード        | アグニエシュカ・ラドワンスカ | 荘佳容 晏紫                                     | 0-6, 6-4, [7-10]    |
| 優勝   | 6.  | 2009年10月24日 | モスクワ           | ハード (室内) | ナディア・ペトロワ           | マリア・コンドラティエワ クララ・ザコパロバ     | 6-2, 6-2            |
| 優勝   | 7.  | 2010年8月8日   | サンディエゴ       | ハード        | 鄭潔                         | リサ・レイモンド レネ・スタブス                 | 6-4, 6-4            |
| 優勝   | 8.  | 2010年8月15日  | シンシナティ       | ハード        | ビクトリア・アザレンカ       | リサ・レイモンド レネ・スタブス                 | 7-6(4), 7-6(8)      |
| 準優勝 | 9.  | 2011年1月28日  | 全豪オープン       | ハード        | ビクトリア・アザレンカ       | ヒセラ・ドゥルコ フラビア・ペンネッタ           | 6-2, 5-7, 1-6       |
| 優勝   | 9.  | 2011年5月7日   | マドリード         | クレー        | ビクトリア・アザレンカ       | クベタ・ペシュケ カタリナ・スレボトニク         | 6–4, 6–3            |
| 優勝   | 10. | 2011年7月31日  | スタンフォード     | ハード        | ビクトリア・アザレンカ       | リーゼル・フーバー リサ・レイモンド             | 6–1, 6–3            |
| 準優勝 | 10. | 2011年8月15日  | トロント           | ハード        | ビクトリア・アザレンカ       | リーゼル・フーバー リサ・レイモンド             | 不戦敗              |
| 優勝   | 11. | 2012年4月1日   | マイアミ           | ハード        | ナディア・ペトロワ           | サラ・エラニ ロベルタ・ビンチ                   | 7–6(0), 4–6, [10–4] |
| 準優勝 | 11. | 2012年6月8日   | 全仏オープン       | クレー        | ナディア・ペトロワ           | サラ・エラニ ロベルタ・ビンチ                   | 6-4, 4-6, 2-6       |
| 準優勝 | 12. | 2012年6月23日  | スヘルトーヘンボス | 芝            | ナディア・ペトロワ           | サラ・エラニ ロベルタ・ビンチ                   | 4–6, 6–3, [9–11]    |
| 準優勝 | 13. | 2012年10月21日 | モスクワ           | ハード (室内) | ナディア・ペトロワ           | エカテリーナ・マカロワ エレーナ・ベスニナ       | 3–6, 6–1, [8–10]    |
| 優勝   | 12. | 2012年10月28日 | イスタンブール     | ハード (室内) | ナディア・ペトロワ           | アンドレア・フラバーチコバ ルーシー・ハラデツカ | 6-1, 6–4            |

## 4大大会シングルス成績
略語の説明
| W | F | SF | QF | #R | RR | Q# | LQ | A | Z# | PO | G | S | B | NMS | P | NH |

W=優勝, F=準優勝, SF=ベスト4, QF=ベスト8, #R=#回戦敗退, RR=ラウンドロビン敗退, Q#=予選#回戦敗退, LQ=予選敗退, A=大会不参加, Z#=デビスカップ/BJKカップ地域ゾーン, PO=デビスカップ/BJKカッププレーオフ, G=オリンピック金メダル, S=オリンピック銀メダル, B=オリンピック銅メダル, NMS=マスターズシリーズから降格, P=開催延期, NH=開催なし.
| 大会           | 2003 | 2004 | 2005 | 2006 | 2007 | 2008 | 2009 | 2010 | 2011 | 2012 | 2013 | 2014 | 通算成績 |
| -------------- | ---- | ---- | ---- | ---- | ---- | ---- | ---- | ---- | ---- | ---- | ---- | ---- | -------- |
| 全豪オープン   | A    | LQ   | 2R   | 3R   | 3R   | 4R   | 1R   | QF   | 2R   | 3R   | 4R   | A    | 18–9     |
| 全仏オープン   | A    | 2R   | 1R   | 3R   | 2R   | 2R   | 1R   | 4R   | 4R   | 2R   | QF   | 1R   | 16–11    |
| ウィンブルドン | LQ   | 1R   | 2R   | 1R   | 1R   | 1R   | 2R   | 3R   | 3R   | QF   | 1R   | 2R   | 11–11    |
| 全米オープン   | 3R   | 2R   | 2R   | 3R   | 3R   | 1R   | 3R   | 3R   | 4R   | 3R   | 3R   | 1R   | 19–12    |